# Puchar Interkontynentalny w Lekkoatletyce 2010 – trójskok mężczyzn
Trójskok mężczyzn – jedna z konkurencji rozegranych podczas pucharu interkontynentalnego w Splicie. Trójskoczkowie rywalizowali 5 września – drugiego dnia zawodów.

## Rezultaty
| Poz. | Zawodnik           | Reprezentacja  | #1    | #2    | #3    | #4    | Rezultat |
| ---- | ------------------ | -------------- | ----- | ----- | ----- | ----- | -------- |
| 1.   | Marian Oprea       | Europa         | 17.11 | x     | 17.20 | 17.29 | 17.29    |
| 2.   | Alexis Copello     | Ameryka        | 17.25 | x     | x     | 17.09 | 17.25    |
| 3.   | Phillips Idowu     | Europa         | 17.24 | 15.91 | -     | 17.13 | 17.24    |
| 4.   | Hugo Mamba-Schlick | Afryka         | 16.45 | 16.67 | 16.60 | 16.90 | 16.90 SB |
| 5.   | Randy Lewis        | Ameryka        | x     | 16.79 | x     | 16.85 | 16.85    |
| 6.   | Tosin Oke          | Afryka         | x     | x     | 16.68 | 16.72 | 16.72    |
| 7.   | Renjith Maheshwary | Azja i Oceania | 15.85 | x     | 16.42 | 16.69 | 16.69    |
| 8.   | Roman Walijew      | Azja i Oceania | x     | 15.81 | x     | 14.46 | 15.81    |